# Рајић Брдо
Рајић Брдо је насељено место на Кордуну, у саставу општине Војнић, Карловачка жупанија, Република Хрватска.

## Историја
Рајић Брдо се од распада Југославије до августа 1995. године налазило у Републици Српској Крајини.

## Становништво
Рајић Брдо је према попису из 2011. године имало 26 становника.

### Број становника по пописима
| Националност   | 2001. | 1991. | 1981. | 1971. | 1961. | 1953. | 1948. | 1931. | 1921. | 1910. | 1900. | 1890. | 1880. | 1869. | 1857. |
| бр. становника | 45    | 148   | 206   | 255   | 308   | 320   | 323   | 288   | 234   | 248   | 250   | 235   | 202   | 264   | 252   |

- напомене:

До 1971. исказивано под именом Рајић-Брдо.

### Национални састав
| Националност       | 2001.     | 1991.        | 1981.        | 1971.        | 1961.        |
| Срби               | 45 (100%) | 147 (99,32%) | 204 (99,02%) | 254 (99,60%) | 307 (99,67%) |
| Хрвати             | 0         | 0            | 0            | 0            | 0            |
| Југословени        | 0         | 0            | 1 (0,48%)    | 0            | 0            |
| остали и непознато | 0         | 1 (0,67%)    | 1 (0,48%)    | 1 (0,39%)    | 1 (0,32%)    |
| Укупно             | 45        | 148          | 206          | 255          | 308          |